# Serie B 1970/1971
Soutěžní ročník Serie B 1970/1971 byl 39. ročník druhé nejvyšší italské fotbalové ligy. Konal se od 20. září 1970 do 27. června 1971. 
Nejlepšími střelci se stali dva hráči: Sergio Magistrelli (Como) a Alberto Spelta (Modena), když vstřelili 15 branek.

## Události
Z 1. ligy sestoupila Brescia, Palermo a Bari. Naopak postup ze 3. ligy slavilo poprvé ve své klubové historii Casertana a také Massese, Novara se vrátila po 2 letech.
Za vítězstvím v soutěži si již od začátku šla Mantova. Spolu s ní postoupilo do Serie A i Atalanta a Catanzaro, které byli lepší v miniturnaji něž Bari.
Sestup do Serie C spadla Pisa a také nováčci Casertana a Massese.

## Účastníci
| Klub      | Město           | Stadion                    | Trenér                                                                      | Minulá sezona                            |
| --------- | --------------- | -------------------------- | --------------------------------------------------------------------------- | ---------------------------------------- |
| Arezzo    | Arezzo          | Stadio Comunale            | Dino Ballacci                                                               | 14. místo v Serii B                      |
| Atalanta  | Bergamo         | Stadio Comunale            | Giulio Corsini                                                              | 15. místo v Serii B                      |
| Bari      | Bari            | Stadio della Vittoria      | Lauro Toneatto                                                              | 16. místo v Serii A (sestup)             |
| Brescia   | Brescia         | Stadio Mario Rigamonti     | Andrea Bassi                                                                | 14. místo v Serii A (sestup)             |
| Casertana | Caserta         | Stadio Alberto Pinto       | Leonardo Costagliola (1.–18. kolo) Alberto Delfrati (19. kolo) Renato Gei   | 1. místo ve skupině C v Serii C (postup) |
| Catanzaro | Catanzaro       | Stadio Comunale            | Gianni Seghedoni                                                            | 16. místo v Serii B                      |
| Cesena    | Cesena          | Stadio "Fiorita"           | Luigi Bonizzoni (1.–13. kolo) Giovan Battista Fabbri                        | 11. místo v Serii B                      |
| Como      | Como            | Stadio Giuseppe Sinigaglia | Gino Giaroli                                                                | 13. místo v Serii B                      |
| Livorno   | Livorno         | Stadio Comunale            | Costanzo Balleri                                                            | 9. místo v Serii B                       |
| Mantova   | Mantova         | Stadio Danilo Martelli     | Gustavo Giagnoni                                                            | 4. místo v Serii B                       |
| Massese   | Massa           | Stadio Comunale            | Franco Viviani (1.–12. kolo) Umberto Pinardi                                | 1. místo ve skupině B v Serii C (postup) |
| Modena    | Modena          | Stadio Alberto Braglia     | Leandro Remondini                                                           | 12. místo v Serii B                      |
| Monza     | Monza           | Stadio Gino Alfonso Sada   | Luigi Radice                                                                | 5. místo v Serii B                       |
| Novara    | Novara          | Stadio Comunale            | Carlo Parola                                                                | 1. místo ve skupině A v Serii C (postup) |
| Palermo   | Palermo         | Stadio La Favorita         | Carmelo Di Bella (1.–18. kolo) Benigno De Grandi                            | 14. místo v Serii A (sestup)             |
| Perugia   | Perugia         | Stadio Santa Giuliana      | Guido Mazzetti                                                              | 10. místo v Serii B                      |
| Pisa      | Pisa            | Stadio Arena Garibaldi     | Umberto Mannocci                                                            | 7. místo v Serii B                       |
| Reggina   | Reggio Calabria | Stadio Comunale            | Romolo Bizzotto (1.–16. kolo) Piero Persico                                 | 6. místo v Serii B                       |
| Taranto   | Taranto         | Stadio Salinella           | Renato Tofani (1.–14. kolo) Corrado Viciani (15.–24. kolo) Zeffiro Furiassi | 17. místo v Serii B                      |
| Ternana   | Terni           | Stadio Libero Liberati     | Luís Vinício                                                                | 8. místo v Serii B                       |

## Tabulka
| Poř. | Tým              | Z  | V  | R  | P  | VG | OG | B  |
| ---- | ---------------- | -- | -- | -- | -- | -- | -- | -- |
| 1.   | Mantova          | 38 | 17 | 14 | 7  | 40 | 24 | 48 |
| 2.   | Atalanta         | 38 | 15 | 17 | 6  | 41 | 25 | 47 |
| 3.   | Catanzaro        | 38 | 17 | 13 | 8  | 37 | 27 | 47 |
| 4.   | Bari             | 38 | 19 | 9  | 10 | 43 | 24 | 47 |
| 5.   | Brescia          | 38 | 15 | 16 | 7  | 39 | 27 | 46 |
| 6.   | Perugia          | 38 | 15 | 12 | 11 | 36 | 28 | 42 |
| 7.   | Arezzo           | 38 | 13 | 13 | 12 | 40 | 33 | 39 |
| 8.   | Reggina          | 38 | 12 | 14 | 12 | 24 | 28 | 38 |
| 9.   | Modena           | 38 | 12 | 14 | 12 | 24 | 28 | 38 |
| 10.  | Como             | 38 | 12 | 14 | 12 | 35 | 43 | 38 |
| 11.  | Novara           | 38 | 11 | 15 | 12 | 37 | 34 | 37 |
| 12.  | Ternana          | 38 | 11 | 15 | 12 | 35 | 32 | 37 |
| 13.  | Palermo          | 38 | 8  | 21 | 9  | 33 | 33 | 37 |
| 14.  | Livorno          | 38 | 10 | 16 | 12 | 21 | 25 | 36 |
| 15.  | Monza            | 38 | 9  | 17 | 12 | 31 | 38 | 35 |
| 16.  | Cesena (-2 body) | 38 | 10 | 15 | 13 | 25 | 29 | 33 |
| 17.  | Taranto          | 38 | 6  | 20 | 12 | 27 | 34 | 32 |
| 18.  | Pisa             | 38 | 9  | 14 | 15 | 31 | 44 | 32 |
| 19.  | Casertana        | 38 | 6  | 15 | 17 | 32 | 50 | 27 |
| 20.  | Massese          | 38 | 4  | 14 | 20 | 20 | 43 | 22 |

Poznámky
- Z = Odehrané zápasy; V = Vítězství; R = Remízy; P = Prohry; VG = Vstřelené góly; OG = Obdržené góly; B = Body
- za výhru 2 body, za remízu 1 bod, za prohru 0 bodů.
- při rovnosti bodů rozhodovalo skóre.

|  | Postup do Serie A |
|  | Sestup do Serie C |

### Turnaj o postup
| Poř. | Tým       | Z | V | R | P | VG | OG | B |
| ---- | --------- | - | - | - | - | -- | -- | - |
| 1.   | Atalanta  | 2 | 2 | 0 | 0 | 3  | 0  | 4 |
| 2.   | Catanzaro | 2 | 1 | 0 | 1 | 1  | 2  | 2 |
| 3.   | Bari      | 2 | 0 | 0 | 2 | 0  | 3  | 0 |

|  | Postup do Serie A |

## Střelecká listina
| Pořadí | Jméno                     | Klub      | Branky |
| ------ | ------------------------- | --------- | ------ |
| 1.     | Sergio Magistrelli        | Como      | 15     |
| 1.     | Alberto Spelta            | Modena    | 15     |
| 3.     | Giovan Battista Benvenuto | Arezzo    | 14     |
| 4.     | Virginio De Paoli         | Brescia   | 12     |
| 5.     | Marco Fazzi               | Casertana | 11     |
| 5.     | Giovanni Toschi           | Mantova   | 11     |
| 7.     | Paolo Barison             | Ternana   | 10     |
| 7.     | Giorgio Blasig            | Mantova   | 10     |
| 7.     | Gianni Merighi            | Reggina   | 10     |
| 7.     | Adelio Moro               | Atalanta  | 10     |